# Walter Lowrie

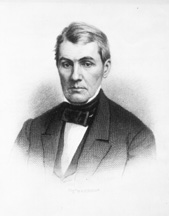
Walter Lowrie

Walter Lowrie, född 10 december 1784 i Edinburgh, Skottland, död 14 december 1868 i New York, var en skotsk-amerikansk politiker. Han representerade delstaten Pennsylvania i USA:s senat 1819-1825.
Lowrie invandrade 1791 till USA med sina föräldrar. Han arbetade först som lärare, sedan som jordbrukare och lantmätare. Han blev 1819 invald i USA:s senat som demokrat-republikan. Efter en mandatperiod i senaten efterträddes Lowrie av William Marks.
Sonen Walter Hoge Lowrie var chefsdomare i Pennsylvanias högsta domstol 1857-1863. Walter Lowrie är begravd i First Presbyterian Church på Manhattan.